# Ponyvissen
Ponyvissen of zeepvissen, (Leiognathidae) zijn een familie van straalvinnige vissen uit de orde van baarsachtigen (Perciformes). De soort werd voor het eerst wetenschappelijk beschreven door Theodore Nicholas Gill in 1893.

## Indeling
- Geslacht Equulites Fowler, 1904
- Geslacht Eubleekeria Fowler, 1904
- Geslacht Gazza Rüppell, 1835
- Geslacht Leiognathus Lacépède, 1802
- Geslacht Nuchequula Whitley, 1932
- Geslacht Photopectoralis Sparks, Dunlap & W. L. Smith, 2005
- Geslacht Secutor Gistel, 1848